# لری هولدن
لری هولدن (انگلیسی: Larry Holden؛ ۱۵ مهٔ ۱۹۶۱ – ۱۳ فوریهٔ ۲۰۱۱) یک هنرپیشه اهل بریتانیا بود.
از فیلم‌ها یا برنامه‌های تلویزیونی که وی در آن نقش داشته است می‌توان به بتمن آغاز می‌کند، ممنتو، بی‌خوابی اشاره کرد.